# Байжасаров, Булат Зейнуллатович
Байжасаров Булат Зейнуллатович (род. 1955) — казахстанский юрист. Генерал-майор милиции (1998).

## Биография
В 1978 окончил Карагандинскую высшую школу МВД СССР. Трудовую деятельность начал электромонтером вневедомственной охраны Балхашского ГОВД в 1973.
В 1978—1982 — следователь, старший следователь Балхашского ГОВД.
В 1982—1993 — следователь Алатауского РОВД, старший следователь по особо важным делам УВД Алматинского горисполкома, начальник следственного отделения Алатауского РОВД, заместитель, начальник отдела, заместитель начальника управления, заместитель начальника ГУВД г. Алматы.
В 1993—1994 — помощник госсоветника РК К. Ш. Сулейменова.
В 1994—1995 — заместитель заведующего отделом обеспечения законности, правопорядка и судебной реформы Аппарата Президента РК.
В 1995—2001 — заместитель министра (вице-министр) внутренних дел РК.
В 2001 — начальник УВД Мангистауской области.
В 2002 — начальник УВД, ГУВД Акмолинской области.
С 2003 — начальник Юго- Вост. УВД на транспорте МВД, начальник ДВД Восточно-Казахстанской области.
С 2007 — начальник ДВД Костанайской области.